# 台湾の神社

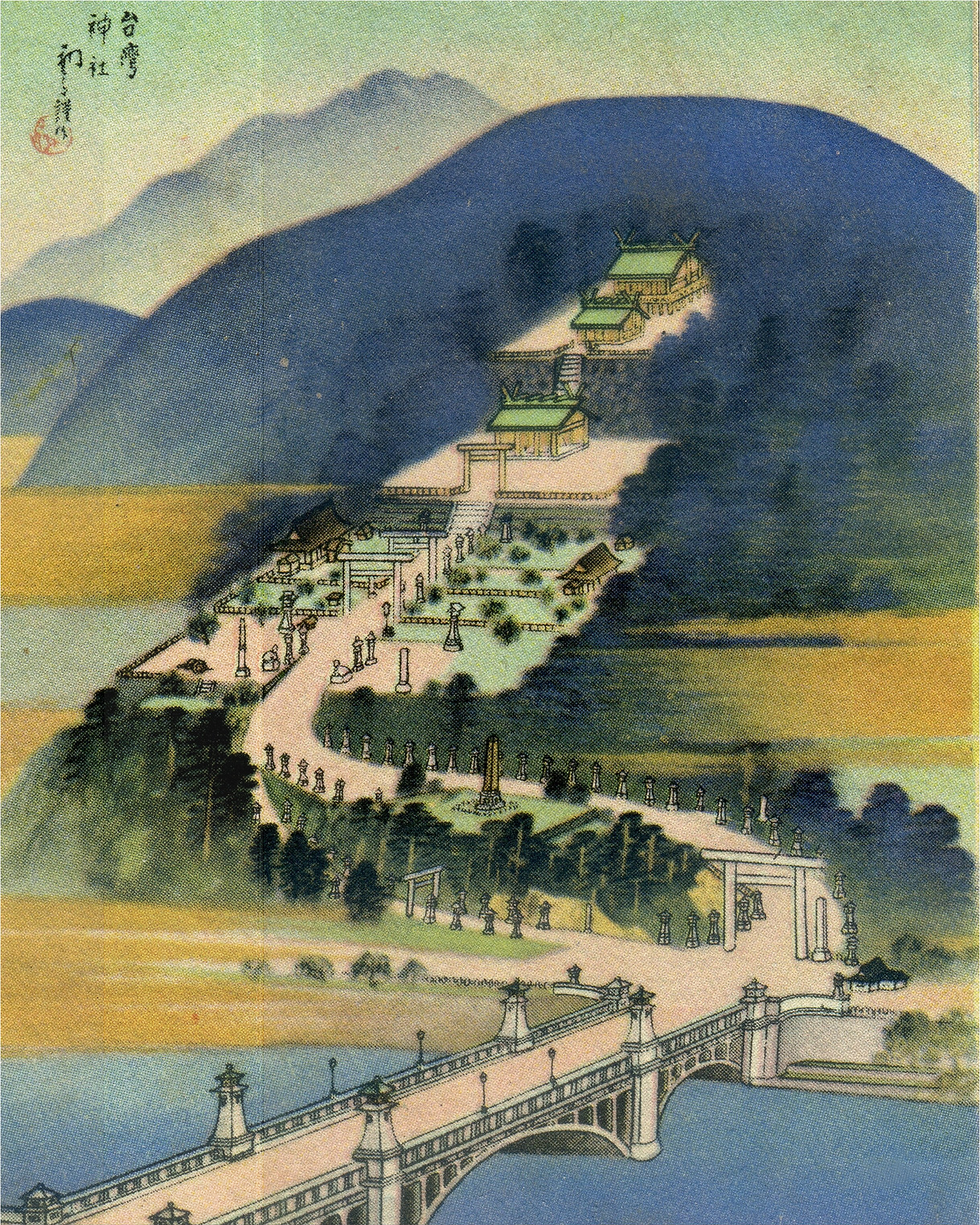
吉田初三郎「台灣神社鳥瞰圖」

台湾の日本統治時代には、台湾各地に神社が創建された。ここではそのような台湾の神社（たいわんのじんじゃ ）について述べる。

## 沿革

### 神社設立の端緒

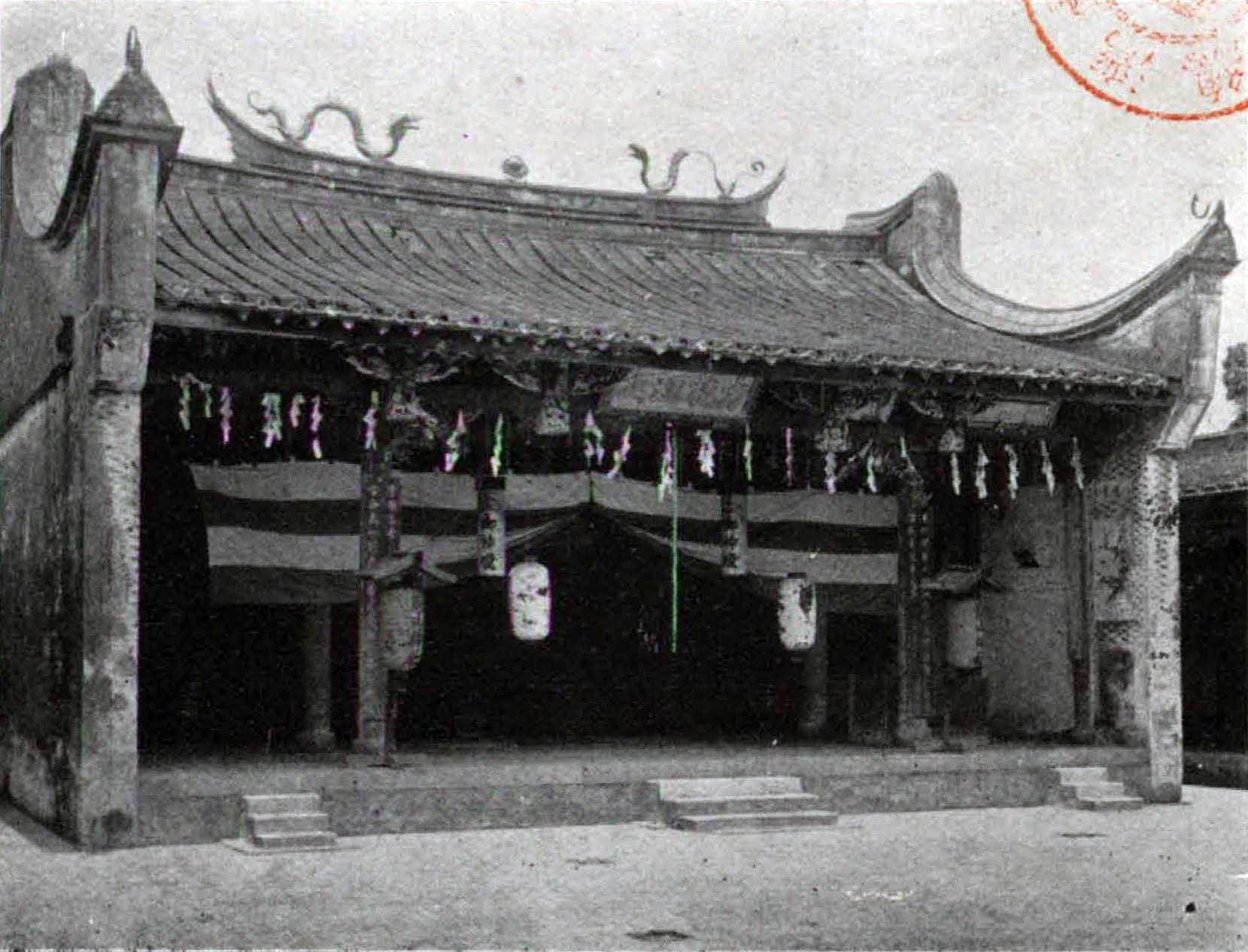
開山神社社殿（1915年以前）。

1895年（明治28年）5月29日、日本軍が上陸して台湾を占領し、同年6月17日には初代台湾総督樺山資紀が台北で就任式を行い、日本による植民地支配の開始を宣言した。 日本統治初期、台湾総督府は台湾の地方宗教に対して自由放任主義をとっていた。
1896年（明治29年）7月、当時の磯貝静蔵台南県知事は、桂太郎台湾総督に鄭成功を祀る延平郡王祠（開山王廟）を神社にすることを提案した。これは、地元の信仰と神道を融合させることで神道の布教を推進し、鄭成功の日本人の血筋（鄭成功の母は日本人、つまり鄭氏は日系人）と「民族英雄」「開山聖王」としての地位を強調することで日本統治に対する支持を得ようとするものであった。台湾総督府が拓務省の裁可を受けて、1897年2月13日、延平郡王祠は開山神社に改名された。開山神社は日本の伝統的な神社建築ではなく、元の延平郡王祠の閩南宮廟式建築を踏襲した。開山神社は台湾で最初の神社であり、台湾の民間信仰を神社に変えた唯一の例である。
神社規則に従って建てられた最初の公的資金による神社は、1900年9月に設立された台湾神社、後の台湾神宮である。同社は、台湾で殉職、薨去した北白川宮能久親王を主祭神とした。
台湾に神社が増えるにつれて、台湾総督府は1899年に神社設置に関する規則を公布し、神社を設置するには台湾総督に申請しなければならず、本殿、拝殿、その他の必要な施設を備えなければならないとした。

### 内地延長主義下の神社
1915年の西来庵事件後、台湾総督府は台湾の宗教を積極的に教化・管理するようになり、3年にわたる宗教調査を開始した。 第一次世界大戦後の民族自決のイデオロギーと相まって、1919年に台湾初の文官総督である田健治郎が就任し、内地延長主義を中心とする同化政策を開始した。 政府は台湾固有の宗教を改革・規制する一方で、神道信仰の影響力を高めるために、神社の大規模な建設が行われた。
大正12年（1923年）府令では、無許可の「社」設置を規制するため、県社以上の社格の神社には本殿、拝殿、社務所、手水舎、鳥居などを備えること、それ以下の社格の神社の離れ拝殿もその仕様に含まれ、民家の神社は一般に公開してはならないこと、学校・軍隊の遙拝所や神社は関係者のみ参拝が許されること、神社の建物は簡素であるべきで、神明造・大社造・流造等の形式は不可とされ、白木造が推奨されることなどが定められるなど、この時期には台湾の神社を日本本土の神社と同水準にすることを目的として神社に関する多くの規制が設けられた。

### 皇民化運動下の神社
1930年代、国家総動員の高まりと共に、日本政府は宗教・思想に対する統制を強化し始めた。各学校には小学生の定期的な神社参拝が要求され、公立学校では諸々の記念日に祭典が催された。神社設立を強化するため、台湾総督府は1934年9月に「神社建設要項ニ関スル件」を発表した。全島の各拠点各地区に神社を建設し、島民をして敬神崇祖、報本返始の誠を有せしむとの旨が記され、社会啓蒙の中心としての神社の機能を強調するとともに、「一街庄一社」（街庄は台湾の行政区画）の原則を採用し、一日も早く目標を達成し、みだりに神社が建設されることを避けるために神社に各種施設を建設する際の最低基準と資金を明記し、神社の規模や設備についても詳しく説明した。この際の人材（神職等）・資源不足を受け、神社への資源配分を効果的に行うため、台湾総督府文教局は1938年、社格を具えない「社」の新たな創建を認めず、神社附属の「摂末社」の創建を推進するようになった。近隣にすでに神社がある場合、またはこれから神社を建立する場合は、その神社を廃止するか摂末社に改める。攝末社の設立は原則として部落ごとに行われ、神社が鎮守されている地方については、その街庄、郡の総社の攝末社となった。摂末社には、本殿・手水舎・鳥居・宿舎等、必要な施設を備えることが義務付けられた。89個街庄和15郡
皇民化運動とともに、神社造営は「皇紀二千六百年」（1940年）を迎えて頂点に達した。1941年に開始された「皇民奉公運動」では、寺廟の解体を緩和したり、祖先祭祀の代わりに神宮大麻の奉祀を強制するなどの修正を加えて調整されたが、神社参拝の義務は更に強化された。
このほか、相当の社格以上の神社に神の思想の発揚という重大任務を与え、神社の創建・管理の資金を欠く中に在って、神社の重要性を高め、影響を拡大するために、この時期に既存の神社を大量に昇格させた。台湾神社は1944年6月に台湾神宮に列格された。最後に列格された神社は北港神社で、終戦の日である1945年8月15日に郷社から県社に列格された。
終戦時の台湾には273個の市街庄があったが、各地の官立神社は68社に留まり、「一街庄一社」は半分も達成されず、その多くは本土からの移民が多い地区が主であった。89個の街庄と15の郡に留まったが、一郡一社には達していた。

### 第二次世界大戦後の神社

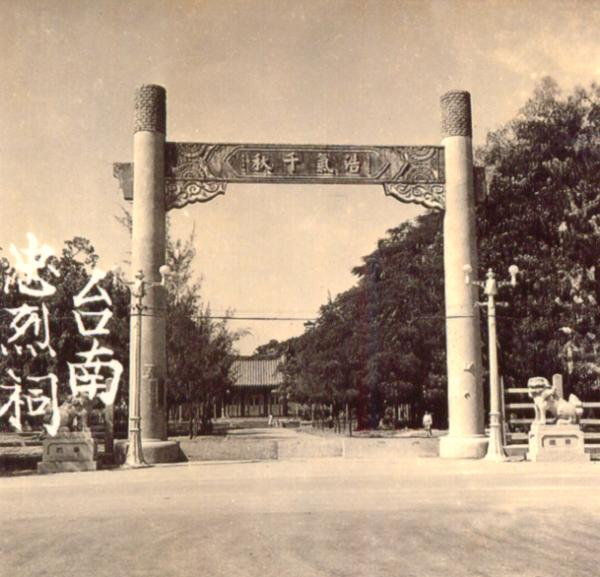
台南忠烈祠に改められた旧台南神社。

第二次世界大戦の終戦前、神社が部外者に破壊されることを心配した信者たちの発案で、奉焼された神社もあった。その中には左営の震洋神社など軍の「営内神社」もあり、終戦直前には大湳祠、知本祠も奉焼されたとされる。
日本の敗戦後、神社の多くは中華民国の戦死者を祀る忠烈祠に改装されるか、1972年の日台断交による反日感情の高まりで破壊された。だが、近年は神社再建の動きが高まっている。
2015年（平成27年）8月11日、屏東県牡丹郷高士村に「台湾 復興第一之宮」として高士神社が再建されたほか、同年台中市で現在は台中公園となっている台中神社の鳥居を修復する動きがある。
2015年10月28日には台東県鹿野郷の鹿野神社（鹿野村社）の復元工事が完了し、創建時の姿を取り戻している。

## 祭神

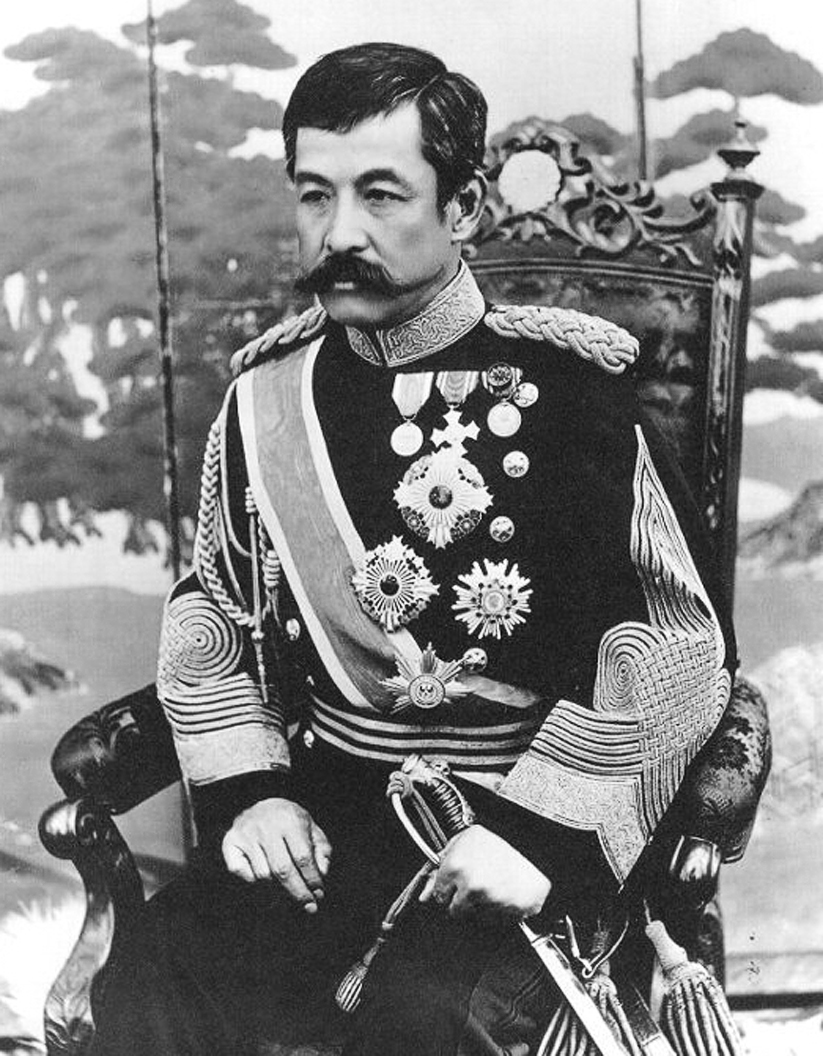
北白川宮能久親王

北海道や外地（朝鮮・関東州・南洋）の神社では開拓三神（大国魂命・大己貴命・少彦名命）や天照大神、明治天皇などを祭神としていることが多いが、台湾の神社の殆どは台湾で殉職した北白川宮能久親王を祀っている。
能久親王は、抗日勢力の平定に向かった台湾・台南で明治28年に病死したが、これが出征先で病死したヤマトタケルになぞらえられ、台湾鎮護の神とみなされるようになった。明治34年に創建された台湾総鎮守の台湾神社（後の台湾神宮）が開拓三神とともに能久親王を祀ったのを始め（後に天照大神を増祀）、台湾に創建された多くの神社が能久親王を祭神とすることになった。なお、能久親王の終焉の地には台南神社が創建された。

## 台湾の神社の一覧
所在地は当時のもの。社格等の「官大」は官幣大社、「国小」は国幣小社、「護国」は台湾総督指定護国神社。
このほかにも学校や会社、民家などに作られた屋敷神社（社祠、構内社、校内社）など公式に「神社」と認定されていない神社や祠、神社の遥拝所や末社も多数あった。
| 社名                     | 所在地       | 社格等 | 祭神                                                             | 現在                                                                                                 |
| ------------------------ | ------------ | ------ | ---------------------------------------------------------------- | --- |
| 台北州                   |              |        |                                                                  | |
| 台湾神宮                 | 台北市       | 官大   | 能久親王・開拓三神・天照大神                                     | 円山大飯店                                                                                           |
| 台湾護国神社             | 台北市       | 護国   | 台湾出身の戦没者                                                 | 国民革命忠烈祠、銅馬は二二八和平公園                                                                 |
| 宜蘭神社                 | 宜蘭郡       | 県社   | 能久親王・開拓三神・天照大神                                     | 宜蘭県忠烈祠（員山公園内）、旧社地は宜蘭中山公園                                                     |
| 基隆神社                 | 基隆市       | 県社   | 能久親王・開拓三神・天照大神・大物主命・崇徳天皇                 | 基隆市忠烈祠（基隆中正公園内）                                                                       |
| 台北稲荷神社             | 台北市       | 郷社   | 豊受姫命                                                         | 西門紅楼右側一帯                                                                                     |
| 新荘神社                 | 新荘郡       | 郷社   | 能久親王・明治天皇・倉稲魂神                                     | 和泰汽車公司新莊工廠内                                                                               |
| 海山神社                 | 海山郡       | 郷社   | 能久親王・大己貴命・明治天皇・鄭成功                             | 海山神社残蹟（中和員山公園内）                                                                       |
| 建功神社                 | 台北市       | 無格社 | 台湾での戦死者・殉職者等                                         | 南海学園、国立台湾芸術教育館、台北植物園                                                             |
| 瑞芳神社                 | 基隆郡       | 無格社 | 能久親王・開拓三神・天照大神                                     | 新北市立瑞芳高工、狛犬は瑞芳龍巖宮、石灯籠は瑞芳駅                                                   |
| 羅東神社                 | 羅東郡       | 無格社 | 開拓三神・明治天皇                                               | 羅東中山公園南方の環状道路、石灯籠は羅東中山公園と羅東鎮役所                                         |
| 汐止神社                 | 七星郡       | 無格社 | 能久親王・大己貴命・天照大神・明治天皇・倉稲魂命                 | 汐止忠順廟（汐止公園内）                                                                             |
| 淡水神社                 | 淡水郡       | 無格社 | 能久親王・明治天皇・大物主命・崇徳天皇                           | 新北市忠烈祠                                                                                         |
| 文山神社                 | 文山郡       | 無格社 | 能久親王・開拓三神・明治天皇                                     | 新店太平運動公園、空軍公墓                                                                           |
| 蘇澳神社                 | 蘇澳郡       | 無格社 | 能久親王・明治天皇                                               | 蘇澳国中                                                                                             |
| 円山水神社               | 台北市       | 社祠   | 水波能賣命・榮井神・生井神                                       | 円山水神社跡（草山水道系統内）                                                                       |
| 台北天満宮社             | 台北市       | 社祠   | 菅原道真                                                         | 二二八公園福徳宮                                                                                     |
| 大安稲荷社               | 台北市       | 社祠   | 倉稲魂神                                                         | 大安公園から誠安公園辺りまでの一帯（旧日華紡績内）のいずれか                                         |
| 黄金神社（金瓜石社）     | 基隆郡       | 社祠   | 大国主命・金山彦命・猿田彦命                                     | 黄金神社古蹟（新北市立黄金博物館内）                                                                 |
| 猴硐神社                 | 基隆郡       | 社祠   | 天照大神                                                         | 猴硐神社遺址                                                                                         |
| 蘇澳金刀比羅社           | 蘇澳郡       | 社祠   | 大物主命・崇徳天皇                                               | 金刀比羅神社遺址                                                                                     |
| 新竹州                   |              |        |                                                                  | |
| 新竹神社                 | 新竹市       | 国小   | 能久親王・開拓三神                                               | 旧新竹靖廬                                                                                           |
| 桃園神社                 | 桃園郡       | 県社   | 能久親王・開拓三神・豊受大神・明治天皇                           | 桃園市忠烈祠                                                                                         |
| 苗栗神社                 | 苗栗郡       | 県社   | 能久親王・開拓三神・明治天皇                                     | 苗栗県忠烈祠                                                                                         |
| 通霄神社                 | 苗栗郡       | 無格社 | 能久親王・天照大神                                               | 通霄鎮忠烈祠                                                                                         |
| 中壢神社                 | 中壢郡       | 無格社 | 能久親王・豊受大神                                               | 国立中壢高級中学、忠義祠（大墓公）                                                                   |
| 頭份神社                 | 竹南郡       | 無格社 | 能久親王・豊受大神・明治天皇                                     | |
| 竹南神社                 | 竹南郡       | 無格社 | 能久親王・大国魂命・豊受大神                                     | |
| 大湖神社                 | 大湖郡       | 無格社 | 能久親王・大国魂命・明治天皇                                     | |
| 竹東神社                 | 竹東郡       | 無格社 | 能久親王・開拓三神・明治天皇                                     | |
| 新竹刑務所構内神社       | 蘇澳郡       | 構内社 | 大物主命・崇徳天皇                                               | 新竹刑務所構内神社古蹟（法務部矯正署新竹監獄内）                                                     |
| 台中州                   |              |        |                                                                  | |
| 台中神社                 | 台中市       | 国小   | 能久親王・開拓三神                                               | 台中市孔子廟、台中市忠烈祠、国立台湾体育大学体育館、台中市救国団、台中市立双十国中、旧社地は台中公園 |
| 彰化神社                 | 彰化市       | 郷社   | 能久親王・開拓三神                                               | 太極亭                                                                                               |
| 員林神社                 | 員林郡       | 郷社   | 能久親王・開拓三神                                               | 員林神社遺跡                                                                                         |
| 清水神社                 | 大甲郡       | 郷社   | 能久親王・開拓三神・天照大神                                     | 牛罵頭遺址文化園区                                                                                   |
| 豊原神社                 | 豊原郡       | 郷社   | 能久親王・開拓三神・天照大神                                     | |
| 東勢神社                 | 東勢郡       | 郷社   | 能久親王・大己貴命・明治天皇・大山祇神・弥都波能売神・鄭成功     | |
| 竹山神社                 | 竹山郡       | 郷社   | 能久親王・開拓三神・明治天皇・鄭成功                             | |
| 北斗神社                 | 北斗郡       | 郷社   | 能久親王・開拓三神・明治天皇・鄭成功                             | |
| 南投神社                 | 南投郡       | 郷社   | 能久親王・開拓三神・天照大神                                     | |
| 能高神社                 | 能高郡       | 郷社   | 能久親王・開拓三神                                               | |
| 田中神社                 | 員林郡       | 無格社 | 能久親王・明治天皇                                               | |
| 鹿港神社                 | 彰化郡       | 無格社 | 能久親王・明治天皇・事代主命・大綿津見神                         | |
| 秀水神社                 | 彰化郡       | 無格社 | 能久親王・開拓三神・明治天皇                                     | |
| 魚池神社                 | 新高郡       | 無格社 | 能久親王・開拓三神                                               | |
| 埔里社                   | 能高郡       | 遥拝所 |                                                                  | |
| 台中第一中学校校内神社   | 台中市       | 校内社 | 神武天皇                                                         | |
| 台南州                   |              |        |                                                                  | |
| 台南神社                 | 台南市       | 官中   | 能久親王                                                         | 台南市十一号公園、台南市忠義国小（図書館（旧事務所）、体育館（旧武德殿））                           |
| 嘉義神社                 | 嘉義市       | 国小   | 能久親王・開拓三神・天照大神                                     | 嘉義公園、嘉義市史蹟資料館、射日塔                                                                   |
| 開山神社                 | 台南市       | 県社   | 鄭成功                                                           | 延平郡王祠                                                                                           |
| 北港神社                 | 北港郡       | 県社   | 能久親王・開拓三神・天照大神                                     | |
| 新営神社                 | 新営郡       | 郷社   | 能久親王・開拓三神・倉稲魂命                                     | 現衛生福利部新營病院、台南市立新營文化中心（1979年改建）、南瀛綠都心、元台南県忠烈祠、元中山公園     |
| 北門神社                 | 北門郡       | 郷社   | 能久親王・開拓三神・天照大神                                     | |
| 東石神社                 | 東石郡       | 郷社   | 能久親王・開拓三神・天照大神                                     | |
| 曾文神社                 | 曾文郡       | 郷社   | 能久親王・開拓三神                                               | |
| 五間厝神社               | 虎尾郡       | 無格社 | 開拓三神・天照大神                                               | 虎尾鎮安慶国小運動場                                                                                 |
| 南靖神社                 | 嘉義郡       | 無格社 | 大己貴命・天照大神                                               | |
| 阿里山神社               | 嘉義郡阿里山 | 無格社 | 能久親王・開拓三神・大山祇命・火具津智命・弥都波能売命・科津彦命 | |
| 新化神社                 | 新化郡       | 無格社 | 能久親王・天照大神・豊受大神・明治天皇                           | |
| 斗六神社                 | 斗六郡       | 無格社 | 能久親王・開拓三神                                               | 国立斗六高級中学内                                                                                   |
| 林内神社                 | 斗六郡       | 無格社 | 能久親王・開拓三神・豊受大神                                     | 林内済公堂（林内公園内）                                                                             |
| 三崁店社                 | 新豊郡       | 社祠   | 能久親王・天照大神・豐受大神                                     | 三崁店神社跡                                                                                         |
| 虎山社（車路墘社）       | 新豊郡       | 社祠   | 能久親王・天照大神・豐受大神                                     | |
| 湾裡社                   | 新化郡       | 社祠   | 能久親王・天照大神・明治天皇                                     | 善化糖廠内                                                                                           |
| 総爺社                   | 曾文郡       | 社祠   | 天照大神・大國魂命・大宣都比賣命                                 | 麻豆糖廠内                                                                                           |
| 林百貨店楼頂末広神社     | 台南市       | 構内社 |                                                                  | 林百貨古蹟                                                                                           |
| 塩水公学校神社           | 新営郡       | 校内社 |                                                                  | 塩水国小神社跡（塩水区塩水国小内）                                                                   |
| 新町稲荷社               | 台南市       | 構内社 | 豊受姫命                                                         | |
| 高雄州                   |              |        |                                                                  | |
| 高雄神社                 | 高雄市       | 県社   | 能久親王・大物主命・崇徳天皇                                     | 高雄市忠烈祠                                                                                         |
| 阿緱神社                 | 屏東市       | 県社   | 能久親王                                                         | 屏東県立田径場（屏東公園内）                                                                         |
| 岡山神社                 | 岡山郡       | 郷社   | 能久親王・開拓三神・天照大神・明治天皇                           | 岡山寿天宮                                                                                           |
| 潮州神社                 | 潮州郡       | 郷社   | 能久親王・天照大神・豊受大神・大国主神                           | |
| 東港神社                 | 東港郡       | 郷社   | 能久親王・開拓三神・天照大神                                     | 孔子廟（東港鎮海浜国小内）                                                                           |
| 鳳山神社                 | 鳳山郡       | 郷社   | 能久親王・開拓三神                                               | 鳳山医院、鳳山城隍廟、鳳山鎮南宮                                                                     |
| 里港神社                 | 屏東郡       | 無格社 | 能久親王・天照大神・弥都波能売神                                 | |
| 佳冬神社                 | 東港郡       | 無格社 | 能久親王・開拓三神・天照大神                                     | 佳冬神社跡                                                                                           |
| 旗山神社                 | 旗山郡       | 無格社 | 能久親王・開拓三神・安徳天皇                                     | 旗山孔子廟（鼓山公園内）                                                                             |
| 恒春神社                 | 恒春郡       | 無格社 | 能久親王・開拓三神                                               | |
| 高士祠                   | 恒春郡       | 社祠   | 天照皇大神                                                       | 高士神社                                                                                             |
| 吉井百貨店楼頂金比羅神社 | 高雄市       | 構内社 | 金毘羅大将                                                       | 華南銀行高雄分行                                                                                     |
| 高雄第一中学校校内神社   | 高雄市       | 校内社 | 金毘羅大将                                                       | 高雄市立高雄高級中学                                                                                 |
| 澎湖庁                   |              |        |                                                                  | |
| 澎湖神社                 | 馬公支庁     | 県社   | 能久親王・開拓三神                                               | 中正公園運動場、澎湖県立体育館                                                                       |
| 台東庁                   |              |        |                                                                  | |
| 台東神社                 | 台東郡       | 県社   | 能久親王・開拓三神                                               | 台東県忠烈祠                                                                                         |
| 卑南祠                   | 台東郡       | 社祠   | 能久親王・開拓三神                                               | |
| 里壠社                   | 関山郡       | 社祠   | 能久親王・開拓三神                                               | |
| 鹿野神社（鹿野村社）     | 関山郡       | 社祠   | 能久親王・開拓三神                                               | 龍田崑慈堂                                                                                           |
| 加走湾祠                 | 新港郡       | 社祠   | 能久親王・開拓三神                                               | |
| 花蓮港庁                 |              |        |                                                                  | |
| 花蓮港神社               | 花蓮郡       | 県社   | 能久親王・開拓三神                                               | 美崙山忠烈祠                                                                                         |
| 吉野神社                 | 花蓮郡       | 無格社 | 能久親王・開拓三神                                               | 吉野神社跡                                                                                           |
| 豊田神社                 | 花蓮郡       | 無格社 | 能久親王・開拓三神                                               | 碧蓮寺                                                                                               |
| 佐久間神社               | 花蓮郡       | 無格社 | 大己貴命・佐久間左馬太                                           | 文天祥公園                                                                                           |
| 林田神社                 | 鳳林郡       | 無格社 | 能久親王・開拓三神                                               | 林田神社跡                                                                                           |
| 寿社                     | 花蓮郡       | 社祠   | 能久親王・開拓三神                                               | |
| 銅門祠                   | 花蓮郡       | 社祠   | 能久親王・開拓三神                                               | |
| 九宛祠                   | 花蓮郡       | 社祠   | 能久親王・開拓三神                                               | 鳥居、拜殿                                                                                           |
| 玉里社                   | 玉里郡       | 社祠   | 能久親王・開拓三神                                               | 玉里社古跡                                                                                           |

## 現存する神社の一覧
- ●創建当時のまま保存されたもの
- ○破壊された遺跡及び改築されたもの
- ▲創建当時の姿によって再建されたもの

| 社名                 | 現在地       | 社格   | 創建年             | 鳥居 | 参道 | 社号標 | 手水舎 | 制札 | 灯籠 | 社務所 | 神楽殿 | 狛犬 | 神馬 | 玉垣 | 神門 | 社殿 | 備考                                       |
| -------------------- | ------------ | ------ | ------------------ | ---- | ---- | ------ | ------ | ---- | ---- | ------ | ------ | ---- | ---- | ---- | ---- | ---- | ------------------------------------------ |
| 新竹神社             | 新竹市北区   | 国小   | 1918年（大正7年）  |      | ●    |        | ○      |      | ○    | ○      | ○      |      |      | ●    |      |      | 手水鉢、灯籠は霊隠寺に置き換えられた       |
| 嘉義神社             | 嘉義市東区   | 国小   | 1915年（大正4年）  |      | ●    | ●      | ●      |      | ●    | ●      |        | ●    |      |      |      |      |                                            |
| 桃園神社             | 桃園市桃園区 | 県社   | 1938年（昭和13年） | ○    | ●    | ●      | ●      | ●    | ●    | ●      |        | ●    | ●    | ●    | ●    | ●    |                                            |
| 通霄神社             | 苗栗県通霄鎮 | 無格社 | 1937年（昭和12年） | ●    | ●    |        |        |      | ●    | ○      |        |      |      |      |      | ○    |                                            |
| 林田神社             | 花蓮県鳳林鎮 | 無格社 | 1915年（大正4年）  | ▲    | ▲    |        |        |      | ▲    |        |        |      |      | ●    |      | ○    | 社殿は基礎のみ                             |
| 黄金神社             | 新北市瑞芳区 | 社祠   | 1898年（明治31年） | ●    | ●    |        | ●      |      | ●    |        |        |      |      |      |      | ○    | 社殿の柱のみ                               |
| 円山水神社           | 台北市士林区 | 社祠   | 1938年（昭和13年） |      | ●    | ●      | ●      |      | ●    |        |        | ●    |      |      |      | ○    | 手水鉢                                     |
| 蘇澳金刀比羅社       | 宜蘭県蘇澳鎮 | 社祠   | 1927年（昭和2年）  |      |      | ●      |        |      | ●    |        |        |      |      |      |      |      |                                            |
| 鹿野神社             | 台東県鹿野郷 | 社祠   | 1923年（大正12年） | ▲    | ▲    |        | ▲      |      | ▲    |        |        |      |      |      |      | ▲    |                                            |
| 高士神社             | 屏東県牡丹郷 | 社祠   | 1939年（昭和14年） | ▲    | ●    |        |        |      |      |        |        |      |      |      |      | ▲    | 今日の台湾における唯一の神官が奉祀する神社 |
| 塩水公学校神社       | 台南市塩水区 | 校內社 | 1940年（昭和15年） | ▲    | ●    |        |        |      | ▲    |        |        |      |      |      |      | ○    |                                            |
| 林百貨店楼頂末広神社 | 台南市中西区 | 構內社 | 1932年（昭和7年）  | ○    |      |        |        |      | ●    |        |        |      |      |      |      | ○    | 社殿は基礎のみ                             |

戦後新築された神社
- 台東八幡神社(台東県東河郷)